# Список поетів, що писали мовою африкаанс
|  | Службовий список статей, створений для координації робіт з розвитку теми. Це попередження не встановлюється на інформаційні списки і глосарії. |

Список поетів, які писали свої твори мовою африкаанс.

## А

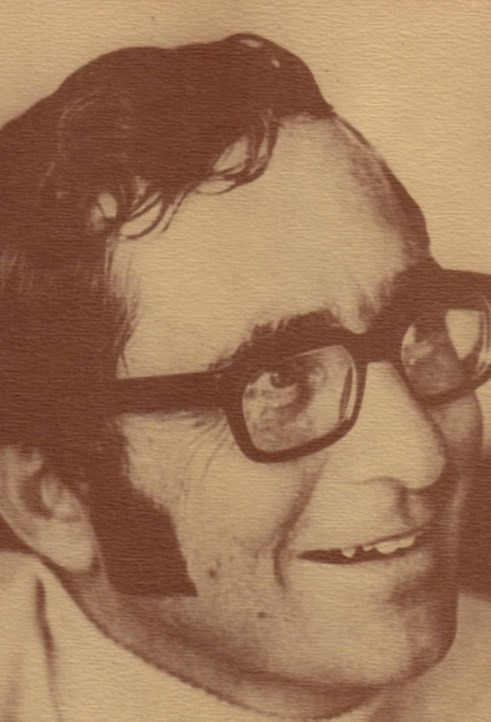
Йонг Генні Авкамп

- Генні Авкамп (20 січня 1934 — 20 березня 2014) — південноафриканський поет, новеліст, «батько південноафриканського літературного кабаре», його творчість займає важливе місце серед практиків африкаанського позаміського мистецтва[1].

## Б
- Борніф
- Брейтен Брейтенбах
- Девід Петрус Меттьюс Ботс
- Мері Бломерус
- Піров Беккер
- Пітер Блам
- Пітер Віллем Байс
- Рассел Бозак
- Ронні Белчер
- Стівен Боувер

## В
- Гендрік ван Блерк
- Де Ваал Вентер
- Джордж Вейдман
- Долф ван Некерк
- Мері Бломерус
- Меттіс Мічельс Валтерс
- Піров Беккер
- Пітер Блам
- Ронні Белчер
- Тео Вассенаар
- Тун ван ден Гівер
- Ян ван Брюґґен
- Іссі Вентер
- Ґодфрайд Андреас Ватермейер

## Г
- Деніел Гуґо
- Джоан Гембідж
- Ернст ван Гірден
- Крістіаан Маурітс ван ден Гівер

## Ґ
- Джинн Ґусен
- Пітер Віллем Ґроббелаар

## Д
- Вопко Дженсма
- Г. Г. Джуберт
- Д. С. Р. ду Тойт
- Деніель Франкойс ду Тойт
- К. В. Джуберт
- Мерліз Джуберт
- Стефанус Якобус ду Тойт
- Філ ду Плессіс
- Інґрід Джонкер

## Е
- Ейтемал
- Елізабет Ейберс
- Луїс Екстін

## К
- Роза Кіт
- Гелен Кестінґ
- В. Ф. Кнобел
- Вільгельм Кнобел
- Ян Лайон Качет
- Евелін Кастелин
- Ян Келлєрс
- Ріка Кілл'єрс
- Теодор Клоет
- Шейла Кассонс
- Ольга Кірш
- Кус Комбюйс
- Ейс Криґе
- Ант'є Кроґ

## Л
- Крістіан Фредерік Луїс Лейпольдт
- Андре ле Рукс
- Джордж Лув
- Ніколаас Петрус ван Вейк Лув
- Вільям Еварт Ґладстон Лув

## М
- Дені Марайс
- Йоганн Лодвейк Марайс
- Юджин Н'єлен Марайс
- Лофтус Марайс
- Едріаан Мууррес
- Петра Мюллер
- Йоган Мибурґ
- Мікро

## Н
- Франсі Нівудт
- Ґерт Влок Нел

## О
- Вінсент Оліфант
- Дірк Опперман
- Фені Олівер

## П
- Фреда Плеккер
- Ґустав Преллер
- С. Д. Преторіюс
- Вессел Преторіюс

## Р
- Вілліам Ровленд
- Генк Релл
- П'єт Рудт
- Іна Руссев

## С
- Адам Смелл
- Вільма Стокенштром
- Гейн Сварт
- Ден Слейґ
- Едвард Сміт
- Каспер Сцмідт
- Леон Стридом
- Ліна Спайс
- П'єтер Сміт
- Пітер Снайдерс
- Сюзан Сміт
- Сяка Септембір
- Ян Свейнпоел
- Ян Спайс Яп Стейн

## Т
- Баренд Д. Тоер'єн
- Тотіус

## Ф
- Вернон Фебрарі
- Генрі Аллан Фаґан
- Меттьюс Фоза
- П. Д. Філандер
- Чарльз Фрейр

## Ш
- Мерв Шолтц